# Dobrovol'cy
Dobrovol'cy (Добровольцы) è un film del 1958 diretto da Jurij Pavlovič Egorov.